# Philip Authier
 (février 2012).
Si vous disposez d'ouvrages ou d'articles de référence ou si vous connaissez des sites web de qualité traitant du thème abordé ici, merci de compléter l'article en donnant les références utiles à sa vérifiabilité et en les liant à la section « Notes et références ».
Philip Authier est un journaliste qui œuvre en tant que reporter politique. Il est diplômé, au programme B.A. en sociologie urbaine, de l'Université Concordia au sein de la cohorte 1982. Depuis 1983, il travaille à The Gazette
où il se spécialise en analyse politiques du Québec et du gouvernement fédéral.